# Estadio Luis Franzini
Estadio Luis Franzini är en fotbollsarena i Montevideo, Uruguay med en kapacitet på 18 000 åskådare. Arenan invigdes den 31 december 1963, men genomgick en större renovering 1997–1998. Arenan öppnade åter den 16 augusti 1998, med det nya namnet Nuevo Estadio Luis Franzini. Fotbollslaget Defensor Sporting använder arenan på sina hemmamatcher.
Arenan har fått sitt namn efter Luis Franzini som var president i Uruguays fotbollskommission (Comisión de Fútbol), och president för laget Defensor Sporting i två perioder; 1925–1935 och från 1941 fram till sin bortgång 1962.